# Cheeky
Cheeky（チーキー）は、日本のダンスパフォーマンスユニット。段ボールで作られた「ボルカホン」という打楽器を用いて、楽曲に合わせながらラインダンス風にアレンジしたパフォーマンスを披露していた。2014年12月10日に結成、翌2015年より各所での活動を開始した。10周年となる2024年12月10日をもって無期限活動休止。メンバー全員がそれぞれ舞台女優としても活動していた。活動休止時、育休中のメンバーもいる一方で、一部のメンバーは休止後も舞台女優としての活動を継続。

## 概要
ユニット名の「Cheeky」の由来は、そのまま英単語の「生意気な」という意味を踏まえており、目標を高く掲げて「生意気に図々しく活動して行こう」という思いが込められている。SNS上では、よく「チキちゃん」や「さわがしいやつら」というハッシュタグを付けて発信していた。なお、SHOWROOM配信でのファンのふとした一言から「やべーやつら」をハッシュタグに付けることを提案され、「さわがしいやつら」から進化しているとして、にわかに盛り上がった。
基本的に使用楽曲はオリジナルのものだが、カバー曲に合わせたパフォーマンスを披露することもあった。手持ちのオリジナル曲が多くない中で、持ち時間に合わせてオリジナル曲をロングバージョンに変えてみたり、アレンジを加えて楽曲の印象を変えてみたりと、いろいろ工夫をしていると吐露した。
披露するダンスは、横一列に並んでラインダンスのような要素も見せつつ、チアリーディングを彷彿とさせる振りもあり、リーダー自らが監修に入り、独自の色を出すよう工夫していた。スペースを広く使った配置になったり、時にはボルカホンを手に取って回してみたりと、単に打楽器を演奏するに留まらなかった。
かつて若松春奈も正規メンバーとして所属していたが、2017年に卒業している。活動休止時点で所属する正規メンバーは4人だったが、本業である女優としての仕事がある期間は、パフォーマンスやSHOWROOM配信を欠席することがあった。人数が足りない場合にはサポートメンバーである三澤絢香が代役として出演することもあった。

## 活動
神奈川県厚木市内での地域イベントや福祉施設でのパフォーマンス披露など、地域に根ざした活動を、グループ結成以来、続けていた。また、パフォーマンスに使用している楽器ボルカホンが段ボール製であることをきっかけに、いわゆるカーボンオフセットの活動に参加していた。具体的には、段ボールをはじめ紙の原料となる森林の保護を目的に、1ステージパフォーマンスするごとに500円相当の植林支援をしていた。

## メンバー
それぞれ、本人のイメージを言い表したキャッチコピーに加えて、色、動物の担当割り当てがあった。
鶴田まこ - リーダー、緑色、ハムスター・猫担当、11月20日生 / 鶴田まこ (@mako_createur) - X（旧Twitter）
- ユニット結成のきっかけを作った張本人。既婚で、2児の母。
- 大の猫好きで実家では4匹の猫を飼っている。
- 卵アレルギー。鼻声が特徴的。
- 誤変換ツイートが多く「安定の誤字」とツッコミを受けたり、話し言葉でも間違えて「しゃべりも弱い」と話題に。特に難読漢字が苦手。

大倉安奈 - ラブリー、ピンク色、ウサギ担当、1月8日生 / 大倉安奈 (@createurAnna) - X（旧Twitter）
- 安定感と女子力の高さはメンバー随一。
- いつも冷静で、メンバーが暴走する場面でも引き戻す役目を果たす。
- ファンを虜にする言動が多いため「釣り師」との異名を持つ。

河口舞華 - スマイリー、黄色、クマ担当、11月13日生 / 河口舞華 (@1113Aiai) - X（旧Twitter）
- 笑顔が特徴的で、いつもマイペースな癒やし系メンバー。既婚で、1児の母。
- メンバー内では一番年下だが、芸歴は20年以上というベテラン。妊娠をきっかけに一時休業を発表。
- いじられキャラ。「加藤諒に似ている」と言われるのが、定番のいじり。

南出めぐみ - ムードメーカー、紫色、コアラ・サメ担当、3月8日生 / 南出めぐみ (@Me9minami) - X（旧Twitter）
- 会話に熱が入った時などに関西弁が出てくる。
- パフォーマンス中のハプニングも人一倍目立っており、このことをよくネタにされる。
- 豪快な性格から「破天荒」「モンスター」と呼ばれることもある。

三澤絢香 - 国王(百獣の王)、青色、ライオン担当、10月4日生 / 三澤絢香 (@misawa_koku) - X（旧Twitter）
- Cheekyの中ではサポートメンバーとして活動。出番前に行う気合い入れのための円陣の正解が分からず、雰囲気で合わせている。
- 自らを「みさわ国 国王」と名乗り、独特の世界観を繰り広げる。
- 現在は子育ての傍らで活動している。
- ラスト主催ライブの企画コーナーで、サポートメンバーでありながら「ボルカホン王」の称号を手にした。

## 楽曲
- Cheeky Boom!
- Here we go!
- Cheeky boogie
- Cheeky LOVE
- Cheeky is Cheeky
- 両手に仕事と缶コーヒー - 楽曲提供:山本かおり[8]
- Scoop
- チッチキチーキーボボボボルカホン (特別披露)

(発表順)

## 出演

### ライブ

#### 2015年
- うさくさ総会☆ワンマン編 ～よってらっしゃい！見てらっしゃい！ヲタクの味方リサたん参上！～ / 2015年3月20日 / @高田馬場 Club PHASE
- Cheekyミニライブ&一緒にレッスン / 2015年4月25日〜26日 / @アミューあつぎ
- iNFiNiTy 〜joint square〜 vol.7 / 2015年5月23日 / @池袋シアターYES
- Premium Concert for Kids Vol.9 埼玉公演 / 2015年5月30日 / @市民会館おおみや 小ホール
- Premium Concert for Kids Vol.9 東京公演 / 2015年6月6日 / @東京ウィメンズプラザ ホール
- Grandir vol.2【夜の部】 / 2015年6月28日 / @池袋シアターYES
- Wellness Family Sports Festa 2015 / 2015年10月25日 / @新宿中央公園 水の広場・芝生広場
- 第29回あいなまつり / 2015年10月31日 / @愛名やまゆり園
- 2015年後期リズムワークショップ交流会 / 2015年11月1日 / @神保町 楽器カフェ
- DATフェスタ 2015 / 2015年11月14日 / @デジタルアーツ東京
- HAKOFES 2015 / 2015年11月22日 / @渋谷Duo

#### 2016年
- iNFiNiTy 〜joint square〜 vol.9 / 2016年1月23日 / @池袋 Only you
- ボルカホンフェスティバル2016 / 2016年5月28日 / @厚木市文化会館 小ホール
- うさくさ主催ライブ 〜好き勝手にやっちゃいまっしょい！ vol.2〜 / 2016年6月29日 / @池袋LIVE INN ROSA
- 玉川学園商店街 夏まつり / 2016年7月30日 / @玉川学園商店街内 歩行者天国区間
- あつぎ鮎まつり / 2016年8月7日 / @厚木中央公園
- Wellness Family Sports Festa 2016 / 2016年10月16日 / @新宿中央公園 水の広場・芝生広場
- EVI環境マッチングイベント2016 / 2016年10月20日 / @東京国際フォーラム B7ホール[9]
- 戸室小田急住宅自治会ふれあい祭り / 2016年10月29日 / @厚木市戸室しみず公園
- DATフェスタ2016 〜鮮やかであれ〜 / 2016年11月11日 / @デジタルアーツ東京
- 日立オートモティブシステムズ厚木事業所祭 / 2016年11月12日 / @日立オートモティブシステムズ厚木事業所構内
- 超ビッグなBBQイベント / 2016年11月23日 / @ベイサイドマリーナホテル横浜BBQ特設会場[10][11]

#### 2017年
- DREAMER vol.4 / 2017年2月12日 / @池袋 Only you
- てくのまつり / 2017年2月19日 / @川崎市生活文化会館[12]
- ラジオ関西 「ひづきようこの今宵の宴」 マンスリーアシスタントパーソナリティラジオ出演公開ライブオーディション / 2017年3月22日 / @大一大万大吉 中目黒店
- mousa 〜未来の女神たち〜 / 2017年4月2日 / @池袋 Only you
- みさわの日後々々々々々夜祭 / 2017年4月12日 / @杉並公会堂
- AZ SONIC! 2017 in 上野水上音楽堂 / 2017年7月19日 / @上野恩賜公園 野外ステージ
- 納涼祭&子供花火 / 2017年7月30日 / @大田区北蒲広場
- 東京ヒマつぶし音楽祭 / 2017年10月22日 / @上野恩賜公園 野外ステージ
- EVI環境マッチングイベント2017 / 2017年10月24日 / @東京国際フォーラム B7ホール[13]
- 第31回あいなまつり / 2017年10月28日 / @愛名やまゆり園
- ジュニア チャレンジ ジャパン / 2017年10月28日 / @キッザニア東京

#### 2018年
- 舞(まい)っちんぐNIGHT / 2018年2月16日 / @赤坂チャンスシアター
- 地球環境フェア2018 / 2018年5月19日〜20日 / @足立区区役所本庁舎[14]
- Grandir vol.8 / 2018年6月20日 / @池袋シアターYES
- 第32回あいなまつり「はっぴぃ わろい〜ん」 / 2018年10月27日 / @愛名やまゆり園

#### 2019年
- 時東ぁみ presents アイドルチャリティライブ“WIS(ウィス)”【ライブイベント】 / 2019年2月3日 / @下北沢 ろくでもない夜
- 時東ぁみ presents アイドルチャリティライブ“WIS(ウィス)”【トークイベント】 / 2019年2月17日 / @神保町 楽器カフェ
- 時東ぁみ バースデーパーティー produced by WIS / 2019年9月15日 / @下北沢 ろくでもない夜

#### 2020年
- 時東ぁみバースデーオンラインLive / 2020年9月27日 / ツイキャス プレミア配信

#### 2021年
- YOYOGI CITY TV / 2021年5月29日 / @代々木ミューズホール
- YOYOGI CITY TV / 2021年6月27日 / @代々木ミューズホール

#### 2022年
- おぶちゃLIVE〜5周年前祝いSP〜 / 2022年1月9日 / @溝の口劇場

### ラジオ

#### 2015年
- Slash&Burn / 2015年11月10日 / FM FUJI
- Afternoon SALUS / 2015年11月18日 / FMサルース
- E-ne! 〜good for you〜 / 2015年12月3日 / FM横浜

#### 2016年
- E-ne! 〜good for you〜 Holiday School Special / 2016年5月3日 / FM横浜 / @クイーンズスクエア横浜1F クイーンズサークル[15]
- Afternoon SALUS / 2016年5月5日 / FMサルース

#### 2017年
- ひづきようこの今宵の宴 / 2017年4月22日 / ラジオ関西

#### 2018年
- Crystal ISM / 2018年5月25日 / レインボータウンFM
- 山本かおりの渋谷DEもっさんタイム / 2018年11月22日 / 渋谷クロスFM[16]

### 新聞

#### 2016年
- 「ダンボールでフェスティバル」 / 2016年6月3日 / タウンニュース厚木版[17]

### CS

#### 2019年
- 時東ぁみ presents アイドルチャリティーライブ“WIS(ウィス)” #1 / 2019年4月5日, (再)12日 / ミュージック・ジャパンTV[18]
- 時東ぁみ presents アイドルチャリティーライブ“WIS(ウィス)” #2 / 2019年4月19日, (再)26日 / ミュージック・ジャパンTV[18]

### 映像

#### 2020年
- Cheeky童謡パフォーマンス / 2020年7月15日 / アートにエールを！東京プロジェクト(個人型)[19]

### 主催イベント

#### 2018年
- Cheeky greeting 【チキグリ】 / 2018年6月9日 / @中野Vスタジオ
- More Cheeky 〜4th anniversary〜 【モアチキ】 / 2018年12月9日 / @渋谷南口Gstyle

#### 2019年
- Cheeky LIVE〜5th anniversary〜【チキ5】 / 2019年12月7日 / @高田馬場 Live cafe mono

#### 2021年
- going to see you! 〜Cheeky 7th anniversary〜【チキナナ】 / 2021年12月12日 / @MsmileBOX渋谷

#### 2022年
- あんちゃん誕生日終わっちゃった⁉︎めぐモン誕生日にはまだ早いぞ⁉︎間とって2月にお祝いしちゃう!!!〜まいまいもいるよ〜【MAM】 / 2022年2月23日 / @ホシノテレカ
- MAM2〜好評イベント第2弾！ママ達もみんなに会いたくて参戦しちゃう！MAMAMじゃないよMAM2だよ！〜【MAM2】 / 2022年5月28日 / @ホシノテレカ
- ハロウィン&M姉妹るバースデーパーティー 〜祝ってくれなきゃイタズラしちゃうゾ(つまりはMAM3)〜【MAM3】 / 2022年10月30日 / @FICTION池袋
- Cheeky Party 〜Cheeky 8th anniversary〜 【チキ8】 / 2022年12月3日 / @中野Vスタジオ

#### 2023年
- あけおめことよろ！ついでにあんちゃん誕生日も祝っちゃおう！その名もMAM4!! 【MAM4】 / 2023年1月7日 / @ホシノテレカ
- 〜もうすぐ春ですね。ちょっと祝ってみませんか?〜 MAM5【MAM5】 / 2023年3月11日 / @ホシノテレカ
- 〜リーダー2ヶ月連続出勤！Afternoonからカフェもやってみるってよ！〜 MAM6【MAM6】 / 2023年5月21日 / @ホシノテレカ
- 夏が来た!祭りだわっしょい!浴衣だよ!全員集合!〜MAM7〜【MAM7】 / 2023年7月23日 / @ホシノテレカ

#### 2024年
- MAM8 -誕生日も夢の共演も終えてやっと一息みんなとまったり飲みたいの♡-【MAM8】 / 2024年4月13日 / @ホシノテレカ
- Cheeky 10th Anniversary 〜See You In The Next Life〜【チキ10】 / 2024年12月8日 / @エンタメ横丁